# Kľušov
Kľušov je obec na Slovensku v okrese Bardejov. Žije zde přibližně 1 100 obyvatel, první písemná zmínka pochází z roku 1332. V letech 1969 až 1972 zde byl postaven římskokatolický kostel svatého Cyrila a Metoděje, který nahradil dřívější kostel svatého Martina z Tours (postavený počátkem druhé poloviny 18. století a zbouraný v roce 1972). Ke Kľušovu patří také osada Kľušovská Zábava.